# Sommet de Château Jouan
Il Sommet de Château Jouan (sulla bibliografia in italiano anche monte Janus) è una montagna di 2.565 m s.l.m. d'altitudine, situata sul versante sud del colle del Monginevro e che fa parte delle Alpi Cozie nella sottosezione Alpi del Monginevro.

## Geografia

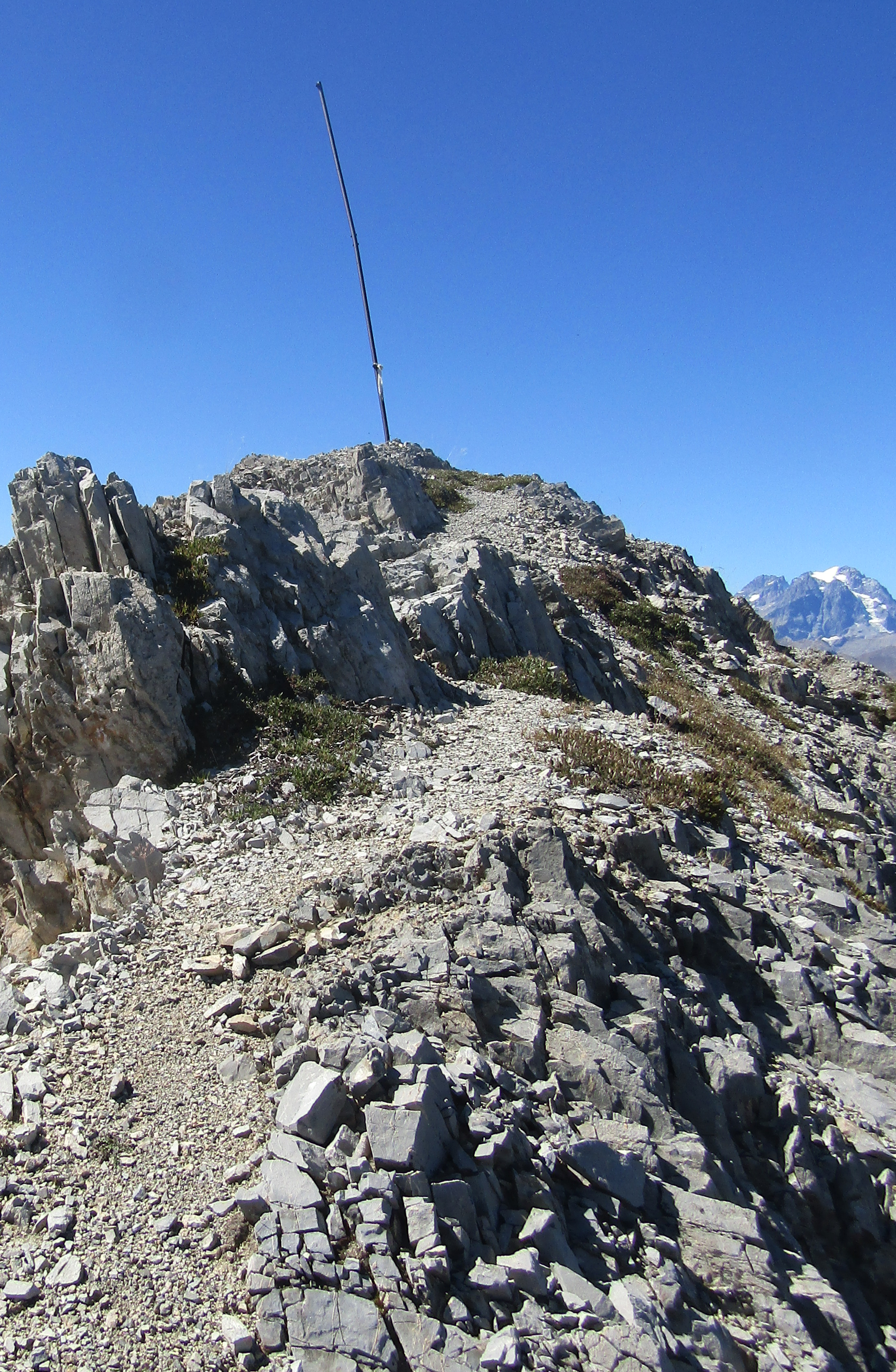
Il palo portabandiera sulla cima

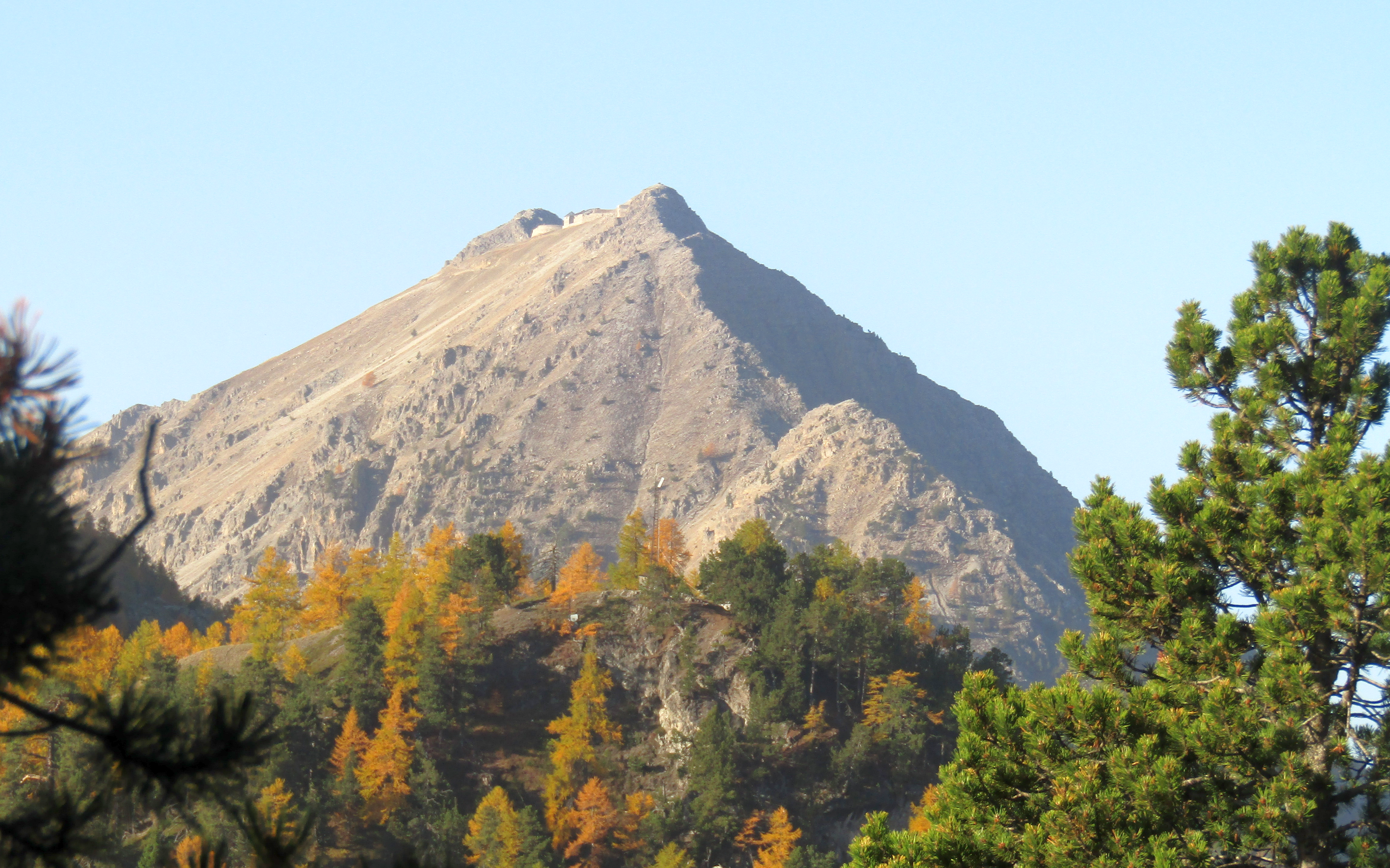
Vista della Rocca Clarì

Amministrativamente la montagna fa parte del Dipartimento delle Alte Alpi e si trova sul confine tra i comuni  di Montgenèvre e Val-des-Prés. È collocata sullo spartiacque che separa la parte più alta della Valle della Durance dal tratto della vallata che, dopo avere compiuto una rotazione verso sud-ovest, si affaccia su Briançon. Ad sud-est il crinale scende al colle Janus (2347 m) per risalire al Sommet des Anges e raccordarsi verso est alla Catena principale alpina in corrispondenza dello Chenaillet. Il crinale prosegue invece verso nord ospitando l'ex-forte dello Janus e si esaurisce sul fondovalle poco a ovest della Durance.

## Storia

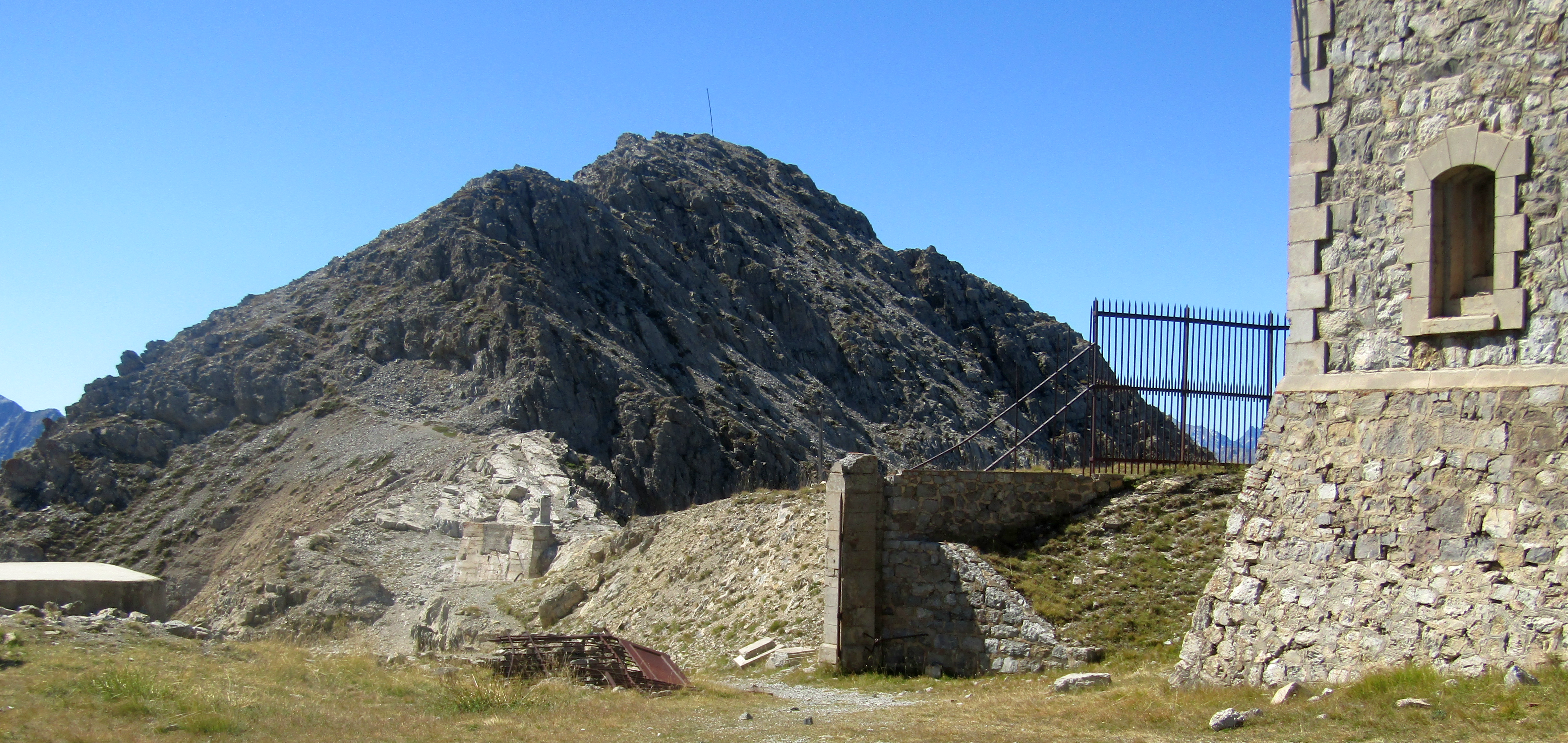
La cima vista dal forte dello Janus

La montagna faceva parte del complesso sistema di difesa posto in essere dalla Francia nella zona del Briançonnais grazie alla sua posizione geografica rispetto allo spartiacque e al Colle del Monginevro. Dopo Luigi XIV, dai forti Vauban alla Linea Maginot l'opera di fortificazione della zona da parte dell'esercito francese non è praticamente mai stata cessata. In un pianoro poco al di sotto del Sommet de Château Jouan venne costruito un massiccio forte, che fu potenziato in vista della seconda guerra mondiale con nuove fortificazioni sotterranee. Nel corso del conflitto la zona fu teatro di vari scontri tra le truppe italo-tedesche e quelle franco-marocchine.

## Accesso alla vetta
Si può raggiungere il forte dello Janus con una ex-strada militare, parzialmente rovinata dall'erosione, a partire dal colle Gondran. Questo è a sua volta raggiungibile dal Colle del Monginevro e dal versante nord, rivolto a Briançon. Dal forte la cima della montagna può essere raggiunta in breve seguendo un sentierino ripido e piuttosto esposto che risale un crinale di roccia friabile. Il forte è anche una meta di escursioni in mountain bike e scialpinistiche.

## Cartografia
- Cartografia ufficiale francese dell'Institut géographique national (IGN),  consultabile online, su geoportail.gouv.fr.
- Istituto Geografico Centrale - Carta dei sentieri e dei rifugi scala 1:50.000 n. 1 Valli di Susa Chisone e Germanasca